# Canal Fallos

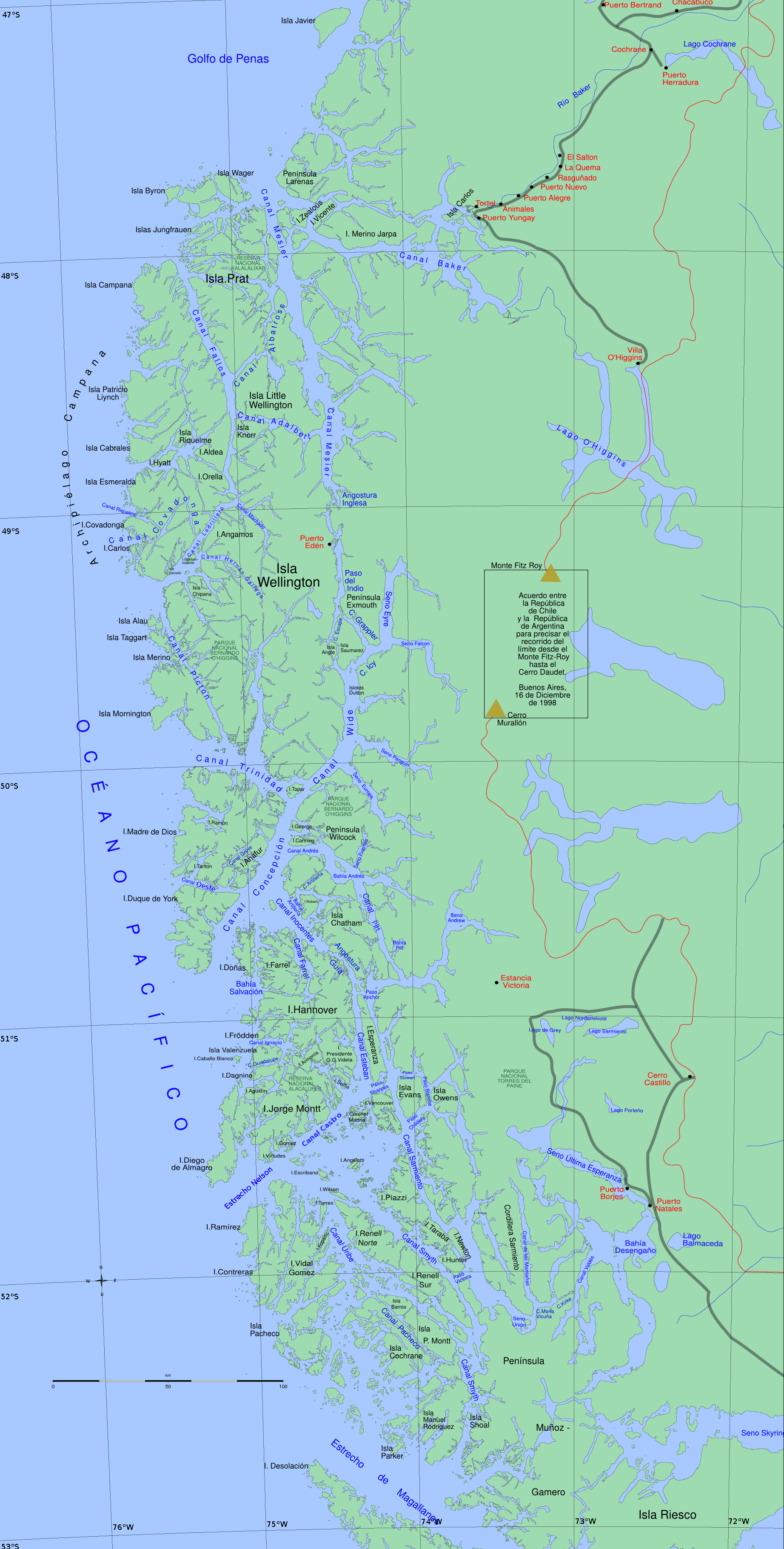
Golfo de Penas - Estrecho de Magallanes

El canal Fallos  es uno de los canales patagónicos secundarios de la Patagonia chilena. 
Está ubicado completamente dentro de la XI Región de Aysén del General Carlos Ibáñez del Campo. Su curso es paralelo al canal Messier que corre más al este.
Este canal era navegado por el pueblo kawésqar desde hace aproximadamente 6.000 años hasta fines del siglo XX pues habitaban en sus costas.

## Recorrido
El Derrotero de la Costa de Chile advierte a los navegantes que estas costas no han sido reconocidas perfectamente por lo que no deben acercarse a ellas sin tomar las mayores precauciones. En su acceso norte existen numerosas rocas ahogadas donde la mar rompe con violencia por lo que se recomienda recalar a este canal sólo con tiempo muy claro. 
Su dirección general es norte sur y su largo es de aproximadamente 60 millas marinas. Su ancho mínimo en la sección norte es de 2 millas y en su rama sur disminuye hasta 1 milla de ancho. El canal es limpio y profundo. El canal corre al oeste y paralelo al canal Messier.
Su acceso norte está entre la costa occidental de las islas Byron y Jungfrauen y la costa noreste de la isla Campana (47°58′30″S 75°21′30″O / -47.97500, -75.35833). Termina  al sur del paso The Knick, entre las islas Orella y Wellington (48°55′40″S 74°59′01″O / -48.92778, -74.98361), donde se inicia el canal Ladrillero.
El canal corre entre las islas de los archipiélagos  Campana y Wellington. Sus costas están formadas por cerros altos y escarpados, cubiertos por impenetrables bosques. La costa de la isla Campana es muy recortada y quebrada, dando origen a varios senos y esteros. La isla Wellington es la mayor del archipiélago de su nombre, es montañosa y alta, también tiene numerosos senos, esteros y canales. De los canales transversales destacan el Barbarossa, Albatross, Adalberto, del Castillo y Cochrane.

## Climatología
La región es afectada continuamente por vientos del oeste y por el paso frecuente de sistemas frontales que se generan en la latitud 60° S, zona en la que se ubica el cinturón de bajas presiones o ciclones subpolares por la confluencia de masas de aire subtropical y polar que forman sistemas frontales.
Estos canales tienen un clima que se conoce como “templado frío lluviosos” que se extiende desde la parte sur de la X Región de Los Lagos hasta el estrecho de Magallanes. Aquí se registran las máximas cantidades de precipitaciones, en isla Guarello se han alcanzado hasta 9.000 mm anuales.
La nubosidad atmosférica es alta, los días despejados son escasos. La amplitud térmica es reducida, la oscilación anual es de aproximadamente 4 °C con una temperatura media de 9 °C.  Precipita durante todo el año, más lluvioso hacia el otoño.

## Descripción costa oeste

### Cabo Bynoe
Mapa del cabo
Es la punta norte de la isla Campana. Según el Derrotero sus coordenadas son L:48°01’00” S. G:75°21’00” W. Señala el comienzo del canal Fallos por el norte. Sus costados N y NW son sucios hasta ¾ nmi de la costa. En sus inmediaciones a 2 nmi hacia el noroeste se encuentran los islotes Bynoe; hacia el NW y a 4½ nmi se encuentra la rompiente Oeste y hacia el norte a 2½ nmi la rompiente Aldrich, que constituye el principal peligro en la entrada norte del canal porque es una roca que rompe pocas veces.

### Seno Alejo
Mapa del seno
Abre en la costa este de la isla Campana, 4½ nmi al SSE del cabo Bynoe. La entrada tiene un ancho de ¾ nmi entre una isla de costa baja, isla Kluverbaum, y por el sur la costa alta y boscosa de la isla Campana. Inmediatamente de entrado el seno se divide en dos ramas, una corre por 4 nmi en dirección SSW y toma el nombre de seno Montes; la otra se llama seno Alejo y se dirige hacia el oeste por unas 2 nmi terminando en puerto Marfán. En todas partes hay maderas de distintas clases, aguada en abundancia y muchos peces y mariscos.

### Puerto Marfán
Mapa del puerto
Situado en el sector occidental del seno Alejo. En su entrada norte hay dos islotes y algunas rocas sumergidas señalizadas por sargazos. La profundidad es moderada y el fondo de arena. Es un fondeadero apto para naves de porte moderado, abrigado de todos los vientos y se puede fondear en 18 a 27 metros.

### Seno Edmonds
Mapa del seno
Sus coordenadas según el Derrotero son L:48°07’00” S. G:75°18’00” W. En su boca se encuentra la isla Blanca que da origen a dos entradas. La entrada norte orientada al SW tiene un largo de 2 nmi hasta unirse con el canal Unión; formando en el fondo del saco un fondeadero para buques pequeños en 20 metros de agua.  La entrada sur, llamada paso Tomás, se une al canal Unión. Ambos lados del seno están formados por cerros altos y cortados a pique y cubiertos de bosques. Hay madera y agua en abundancia.

### Seno Gallardo
Mapa del seno
Abre inmediatamente al sur del seno Alvarado. En su entrada se encuentra la isla Gallardo dando origen a dos entradas, la del lado norte tiene dirección SW y la del sur dirección WSW. El saco del seno tiene casi ¾ nmi. No es recomendable como fondeadero por las grandes profundidades de sus aguas.

### Seno Mac-Vicar
Mapa del seno
En el centro de su entrada está la isla Nestor la que origina dos rutas de acceso; la denominada brazo Norte es muy sinuosa, tiene 3½ nmi de largo, la otra, brazo Sur, tiene 5½ nmi de largo y un ancho medio de 3 cables al fondo del cual se encuentra puerto Spoerer en el que hay abundante agua, leña y mariscos.

### Seno Cruz del Sur
Mapa del seno
Tiene tres entradas pero solo la norte es apropiada para la navegación. Sus costas son boscosas con abundante vegetación. Al fondo de esta rama se encuentra puerto Maldonado considerado el mejor fondeadero del canal Fallos.

### Puerto Maldonado
Mapa del puerto
Situado al interior del seno Cruz del Sur. Abrigado de todos los vientos, es considerado el mejor fondeadero del canal Fallos. Se puede fondear en 29 a 45 metros de agua y es apto para buques de todos los tamaños. Se ecceso es fácil y libre de peligros. Tiene agua, leña y mariscos.

### Paso The Knick
Mapa del paso
Se forma entre el cabo Ligowski y la isla Grönden, la enfilación de estos dos puntos marca el extremo sur del canal Fallos y la entrada norte del canal Ladrillero.

## Descripción costa este

### Canal Barbarossa
Mapa del canal
Une el canal Fallos con el canal Messier. Separa la costa norte de la isla Prat de las islas Úrsula y Jungfrauen.

### Isla Prat
Mapa de la isla
Forma parte del archipiélago Wellington. Tiene forma triangular, sus lados más largos tienen 22 nmi cada uno. Las costas oriental y occidental son quebradas y recortadas por varias bahías y esteros. Sus límites son: al norte con el canal Barbarossa, al este y sureste el canal Albatross y al oeste el canal Fallos.  En su lado occidental está recorrida de norte a sur por los cerros Silla, Nevado, Redondo y Sombrero.

### Bahía Albatross
Mapa de la bahía
Abre en la costa oeste de la isla Prat. El puerto exterior es muy profundo, pero al interior puede fondearse en profundidades de 11 a 43 metros de agua en la llamada bahía Robbin.

### Canal Albatross
Mapa del canal
Une el canal Messier con el canal Fallos. Separa los sectores sur y este de la isla Prat de los lados noroeste y norte de la isla Little Wellington.

### Canal Adalberto
Mapa del canal
Corre entre la isla Little Wellington por su ribera norte y las islas Knorr y Wellington por el sur, comunicando entre sí los canales Fallos y Messier. Su dirección general es E-W y su largo de 18 nmi. El acceso occidental está a 6½ nmi al sur de la punta Albatross extremidad NW de la isla Little Wellington.

### Isla Knorr
Mapa de la isla
Es parte del archipiélago Wellington. Es de forma triangular, su lado más largo NE-SW mide 9 nmi. Limita al norte con el canal Adalberto, al este con el canal Erhardt y al oeste con el canal Fallos. En su costa occidental está el estero Havana.